# Lília Cabral
Lília Cabral Bertolli Figueiredo, née le 13 juillet 1957 à São Paulo, est une actrice brésilienne.